# Coniopteryx spatulifera
Coniopteryx spatulifera är en insektsart som beskrevs av Meinander 1983. Coniopteryx spatulifera ingår i släktet Coniopteryx och familjen vaxsländor. Inga underarter finns listade i Catalogue of Life.